# Physiological responses of the sexually stimulated female in the laboratory
|  | Denne artikel er oprettet af botten PalnaBot ud fra en ekstern database. Den kan derfor have sproglige fejl eller mangler. Denne skabelon kan fjernes efter kontrol af indholdet. |

Physiological responses of the sexually stimulated female in the laboratory er en dokumentarfilm fra 1974, instrueret af Christian Hartkopp om hvad der sker, når en kvinde bliver seksuelt stimuleret. Filmen hænger (i lighed med Physiological responses of the sexually stimulated male in the laboratory fra året før) sammen med Gorm Wagners forskning i mandlig og kvindelig seksualitet.